# Zachée Pouga Tinhaga
 (juin 2020).
Zachée Pouga Tinhaga est un avocat d'affaires d'origine camerounaise.

## Biographie

### Enfance, éducation et débuts
Il a été élève au Lycée de Songmbengue.  Il est titulaire d'une licence en droit et d'un master obtenus à Douala.

### Carrière
Il est avocat d'affaires au barreau de plusieurs pays. En 2020, il travaille pour le cabinet international Gide Loyrette Nouel et est basé à Manhattan dans l’État de New York. 
Il fait partie en 2020, des 40 meilleurs avocats de moins de 40 ans aux états unis. 